# جوستين هاربر (كرة سلة)
جوستين هاربر (بالإنجليزية: Justin Harper)‏ مواليد 30 أغسطس 1989 في ريتشموند، هو لاعب كرة سلة محترف أمريكي بدأ مسيرته الاحترافية في سنة 2011 حيث تم اختياره من قبل فريق كليفلاند كافالييرز خلال الدرافت، ويحمل الرقم 23. يبلغ طوله 6 قدم 10 بوصة (2.1 م).

## فرق لعب لها
- ستراسبورغ أي جي
- أورلاندو ماجيك
- ديترويت بيستونز

## إحصائيات المسيرة

### الموسم الاعتيادي
| السنة   | الفريق         | لعب | بدأ | دقيقة | ميداني% | ثلاثية | حرة  | ارتداد | صنع | استلاب | تصدي | نقطة |
| ------- | -------------- | --- | --- | ----- | ------- | ------ | ---- | ------ | --- | ------ | ---- | ---- |
| 2011–12 | أورلاندو ماجيك | 14  | 0   | 6.0   | .290    | .154   | .000 | .9     | .1  | .1     | .2   | 1.4  |
| المسيرة |                | 14  | 0   | 6.0   | .290    | .154   | .000 | .9     | .1  | .1     | .2   | 1.4  |

### التصفيات
| السنة   | الفريق         | لعب | بدأ | دقيقة | ميداني% | ثلاثية | حرة  | ارتداد | صنع | استلاب | تصدي | نقطة |
| ------- | -------------- | --- | --- | ----- | ------- | ------ | ---- | ------ | --- | ------ | ---- | ---- |
| 2012    | أورلاندو ماجيك | 1   | 0   | 5.0   | .000    | .000   | .000 | .0     | .0  | .0     | .0   | .0   |
| المسيرة |                | 1   | 0   | 5.0   | .000    | .000   | .000 | .0     | .0  | .0     | .0   | .0   |

## روابط خارجية
- جوستين هاربر على موقع إن بي أي (الإنجليزية)
- جوستين هاربر على موقع دوري كرة السلة الياباني للمحترفين (اليابانية)
- جوستين هاربر على موقع سبورتس رفرنس (الإنجليزية)
- جوستين هاربر على موقع كرة السلة الأوروبية.كوم (الإنجليزية)
- جوستين هاربر على موقع كلية كرة السلة في سبورتس رفرنس.كوم (الإنجليزية)
- جوستين هاربر على موقع ريلجم (الإنجليزية)
- جوستين هاربر على موقع بروبوليرز (الإنجليزية)
- جوستين هاربر على موقع سبورتس رفرنس (الإنجليزية)
- جوستين هاربر على موقع سبورتس رفرنس (الإنجليزية)